# Nuulankijärvi
Nuulankijärvi är en sjö i Kiruna kommun i Lappland och ingår i Torneälvens huvudavrinningsområde. Sjön har en area på 1,18 kvadratkilometer och ligger 314 meter över havet. Sjön avvattnas av vattendraget Naulankijoki.

## Delavrinningsområde
Nuulankijärvi ingår i det delavrinningsområde (756881-179651) som SMHI kallar för Utloppet av Nuulankijärvi. Medelhöjden är 348 meter över havet och ytan är 10,19 kvadratkilometer. Det finns inga avrinningsområden uppströms utan avrinningsområdet är högsta punkten. Naulankijoki som avvattnar avrinningsområdet har biflödesordning 4, vilket innebär att vattnet flödar genom totalt 4 vattendrag innan det når havet efter 376 kilometer. Avrinningsområdet består mestadels av skog (61 procent) och sankmarker (27 procent). Avrinningsområdet har 1,19 kvadratkilometer vattenytor vilket ger det en sjöprocent på 11,6 procent.